# محطة قطار بني مراد
محطة بني مراد هي محطة قطار جزائرية تَقع في بلدية بني مراد ، ولاية البليدة .

## الموقع في السكك الحديدية
تَقع المحطة على خط الجزائر-وهران ، بين محطتي بوفاريك والبليدة .

## خِدمة الركاب

### خدمة
تخدم المحطة قطارات شبكة السكك الحديدية الضواحي في الجزائر العاصمة والتي توفر رابط الجزائر - العفرون .

## أُنظر أيضا

### مَقالات ذات صلة
- خط من الجزائر إلى وهران
- قائمة محطات القطارات في الجزائر
- شبكة السكك الحديدية الضواحي في الجزائر

قالب:Desserte gare/début
قالب:Desserte gare
قالب:Desserte gare/fin